# Pierre Movila
Pour les articles homonymes, voir Movila.
 (mai 2025).
 (mai 2025).
Il peut être nécessaire de l'améliorer pour respecter le principe de neutralité de point de vue. Veuillez consulter la page de discussion pour plus de détails.

 (mai 2025).
Motif : pas de sources secondaires centrées d'audience nationale, notoriété pas établie
- Archive Wikiwix
- Bing
- Cairn
- DuckDuckGo
- E. Universalis
- Gallica
- Google
- G. Books
- G. News
- G. Scholar
- Persée
- Qwant
- (zh) Baidu
- (ru) Yandex
- (wd) trouver des œuvres sur Wikidata

| 1. | Préciser le motif de la pose du bandeau. | Précisez le motif de la pose du bandeau en utilisant la syntaxe suivante : {{admissibilité à vérifier\|date=mai 2025\|motif=remplacez ce texte par le motif}}                      |
| 2. | Informer les utilisateurs concernés.     | Pensez à avertir le créateur de l'article, par exemple, en insérant le code ci-dessous sur sa page de discussion : {{subst:avertissement admissibilité à vérifier\|Pierre Movila}} |

Pierre Movila (né à Amiens en 1958) est un photographe plasticien français.

## Biographie
Il vit et travaille à Toulouse depuis 1996. Il est médecin (faculté d'Amiens) spécialisé en imagerie biomédicale et traitement d'images (CEA), biomathématicien (URBB263), chercheur à l'université Paris VII - faculté des Saints Pères, puis responsable biométrie-imagerie pour les laboratoires Pierre Fabre, et fondateur en 1995 de l'agence de communication ELIXIR à Toulouse qu'il codirige aujourd'hui en tant que directeur artistique. Il est devenu photographe depuis les années 1970. Passionné d'art contemporain, il pratique depuis une vingtaine d'années la photographie plasticienne et plus récemment le vidéo-art. Il expose en France et à l'étranger depuis 1993.
Il a obtenu les prix suivants :
- 1er Prix Marie Curie en 1992 ;
- Photographer of the Year - School of Photography en 2001 ;
- Sélection officielle à la Biennale des Arts 2006 de Rzeszow, Pologne ;
- Sélection 2008 du Festival Manifesto (Toulouse, France).

Un de ses thèmes favoris consiste à montrer que nous développons une « seconde réalité » qui vient progressivement se substituer à la réalité première fournie par la nature. Ainsi, nous sommes plus au courant de ce qui se passe à l'autre bout du monde que dans notre voisinage immédiat, ce qui constitue une transformation de notre champ de perception. Ses séries les plus connues sont les movies snaps, photographies d'écrans de télévision, pix snaps (déformations d'images pixellisées obtenues sur le téléviseur en bougeant une antenne parabolique), les recto-verso (photos d'adolescents de face et dos en diptyques), death stars (images très agrandies de cancers du sein en radiographie), composites (images de stars du cinéma reconstituées à partir d'autres photos), etc.
Éditeur de newyorkmania.fr, site d'information consacré à la ville de New York, aux États-Unis.
Pour mémoire : auteur de la citation fréquemment reprise dans nombre de publications et sites (« Une photographie c'est un arrêt du cœur d'une fraction de seconde »), extraite de l'ouvrage Petits écrits à propos de la boîte à images, 1998.